# Portugalia na Letnich Igrzyskach Olimpijskich 2020
Portugalia na Letnich Igrzyskach Olimpijskich 2020 – występ kadry sportowców reprezentujących Portugalię na igrzyskach olimpijskich, które odbyły się w Tokio w Japonii, w dniach 23 lipca-8 sierpnia 2021 roku. Był to 25. start reprezentacji Portugalii na letnich igrzyskach olimpijskich.
Reprezentacja Portugalii liczyła 91 zawodników (36 kobiet i 55 mężczyzn), którzy wystąpili w 17 dyscyplinach.

## Zdobyte medale
| Medal  | Zawodnik             | Dyscyplina    | Konkurencja | Rezultat                                           | Data       |
| ------ | -------------------- | ------------- | ----------- | -------------------------------------------------- | ---------- |
| Złoto  | Pedro Pablo Pichardo | Lekkoatletyka | trójskok    | 17,98                                              | 5 sierpnia |
| Srebro | Patrícia Mamona      | Lekkoatletyka | trójskok    | 15,01                                              | 1 sierpnia |
| Brąz   | Jorge Fonseca        | Judo          | – do 100 kg | Kanadyjczyk Shady El Nahas pokonany przez waza-ari | 29 lipca   |
| Brąz   | Fernando Pimenta     | Kajakarstwo   | K-1 1000 m  | 3:22,478                                           | 3 sierpnia |

## Reprezentanci

### Gimnastyka

#### Gimnastyka sportowa
| Konkurencja                           | Zawodniczka        | Eliminacje | Eliminacje | Finał | Finał   | Źródło |
| Konkurencja                           | Zawodniczka        | Razem      | Miejsce    | Razem | Miejsce | Źródło |
| ------------------------------------- | ------------------ | ---------- | ---------- | ----- | ------- | ------ |
| ćwiczenia wolne                       | Ana Filipa Martins | 12 666     | 46.        | NQ    | NQ      | [ 1 ]  |
| ćwiczenia na poręczach asymetrycznych | Ana Filipa Martins | 14 300     | 17.        | NQ    | NQ      | [ 2 ]  |
| ćwiczenia na równoważni               | Ana Filipa Martins | 11 866     | 69.        | NQ    | NQ      | [ 3 ]  |
| skoki                                 | Ana Filipa Martins | 13 466     | 54.        | NQ    | NQ      | [ 4 ]  |

| Konkurencja           | Zawodniczka        | Kwalifikacje | Kwalifikacje | Kwalifikacje | Kwalifikacje | Kwalifikacje | Kwalifikacje | Finał    | Finał    | Finał    | Finał    | Finał | Finał   | Źródło |
| Konkurencja           | Zawodniczka        | Przyrząd     | Przyrząd     | Przyrząd     | Przyrząd     | Razem        | Miejsce      | Przyrząd | Przyrząd | Przyrząd | Przyrząd | Razem | Miejsce | Źródło |
| Konkurencja           | Zawodniczka        | F            | PB           | HB           | V            | Razem        | Miejsce      | F        | PB       | HB       | V        | Razem | Miejsce | Źródło |
| --------------------- | ------------------ | ------------ | ------------ | ------------ | ------------ | ------------ | ------------ | -------- | -------- | -------- | -------- | ----- | ------- | ------ |
| wielobój indywidualny | Ana Filipa Martins | 12 666       | 14 300       | 11 866       | 13 466       | 52 298       | 43.          | NQ       | NQ       | NQ       | NQ       | NQ    | NQ      | [ 4 ]  |

#### Skoki na trampolinie
| Konkurencja | Zawodnicy   | Kwalifikacje | Kwalifikacje | Finał  | Finał   | Źródło |
| Konkurencja | Zawodnicy   | Punkty       | Miejsce      | Punkty | Miejsce | Źródło |
| ----------- | ----------- | ------------ | ------------ | ------ | ------- | ------ |
| mężczyźni   | Diogo Abreu | 93 420       | 11.          | NQ     | NQ      | [ 5 ]  |

### Jeździectwo

#### Skoki przez przeszkody
| Konkurencja   | Zawodnik      | Koń               | Kwalifikacje | Kwalifikacje | Kwalifikacje | Finał | Finał   | Finał   | Źródło      |
| Konkurencja   | Zawodnik      | Koń               | Kary         | Czas         | Miejsce      | Kary  | Czas    | Miejsce | Źródło      |
| ------------- | ------------- | ----------------- | ------------ | ------------ | ------------ | ----- | ------- | ------- | ----------- |
| indywidualnie | Luciana Diniz | Vertigo du Desert | 0            | 1:25,62      | 1. Q         | 4     | 1:24,69 | 10.     | [ 6 ] [ 7 ] |

#### Ujeżdżenie
| Konkurencja   | Zawodnik                                        | Koń                  | Eliminacje | Eliminacje | Finał    | Finał   | Źródło      |
| Konkurencja   | Zawodnik                                        | Koń                  | Punkty     | Miejsce    | Punkty   | Miejsce | Źródło      |
| ------------- | ----------------------------------------------- | -------------------- | ---------- | ---------- | -------- | ------- | ----------- |
| indywidualnie | Maria Caetano                                   | Felix de Tineo       | 70 311     | 27.        | NQ       | NQ      | [ 8 ] [ 9 ] |
| indywidualnie | João Miguel Torrao                              | Equador              | 70 186     | 29.        | NQ       | NQ      | [ 8 ] [ 9 ] |
| indywidualnie | Rodrigo Torres                                  | Fogoso Horsecampline | 72 624     | 17.        | 78 943   | 16.     | [ 8 ] [ 9 ] |
| drużynowo     | Maria Caetano João Miguel Torrao Rodrigo Torres | Patrz wyżej          | 6 862,50   | 7.         | 6 965,50 | 8.      | [ 8 ] [ 9 ] |

### Judo
Mężczyźni
| Konkurencja | Zawodnik      | 1/32             | 1/16                  | 1/8                 | Ćwierćfinał      | Półfinał         | Repasaż          | Finał/BM          | Finał/BM | Źródło                      |
| Konkurencja | Zawodnik      | Przeciwnik Wynik | Przeciwnik Wynik      | Przeciwnik Wynik    | Przeciwnik Wynik | Przeciwnik Wynik | Przeciwnik Wynik | Przeciwnik Wynik  | Pozycja  | Źródło                      |
| ----------- | ------------- | ---------------- | --------------------- | ------------------- | ---------------- | ---------------- | ---------------- | ----------------- | -------- | --------------------------- |
| do 81 kg    | Anri Egutidze | N/A              | S. Borczaszwili P 0-1 | NQ                  | NQ               | NQ               | NQ               | NQ                | NQ       | [ 10 ]                      |
| do 100 kg   | Jorge Fonseca | N/A              | N/A                   | T. Nikiforov W 10-0 | N. Iljasow W 1-0 | Cho Gu-ham P 0-1 | N/A              | S. El Nahas W 1-0 | brąz     | [ 11 ] [ 12 ] [ 13 ] [ 14 ] |

Kobiety
| Konkurencja   | Zawodniczka      | 1/32                | 1/16                     | 1/8                 | Ćwierćfinał         | Półfinał            | Repasaż             | Finał/BM            | Finał/BM | Źródło                             |
| Konkurencja   | Zawodniczka      | Przeciwniczka Wynik | Przeciwniczka Wynik      | Przeciwniczka Wynik | Przeciwniczka Wynik | Przeciwniczka Wynik | Przeciwniczka Wynik | Przeciwniczka Wynik | Pozycja  | Źródło                             |
| ------------- | ---------------- | ------------------- | ------------------------ | ------------------- | ------------------- | ------------------- | ------------------- | ------------------- | -------- | ---------------------------------- |
| do 48 kg      | Catarina Costa   | N/A                 | A. Gurbanli W 1-0        | Yanan Li W 10-0     | D. Biłodid P 0-10   | N/A                 | P. Pareto W 1-0     | M. Uranceceg P 0-10 | 4.       | [ 15 ] [ 16 ] [ 17 ] [ 18 ] [ 19 ] |
| do 52 kg      | Joana Ramos      | N/A                 | A. Delgado P 0-10        | NQ                  | NQ                  | NQ                  | NQ                  | NQ                  | NQ       | [ 20 ]                             |
| do 57 kg      | Telma Monteiro   | N/A                 | Z.A. Dabonne W 10-0      | J. Kowalczyk P 0-10 | NQ                  | NQ                  | NQ                  | NQ                  | NQ       | [ 21 ] [ 22 ]                      |
| do 70 kg      | Bárbara Timo     | N/A                 | E. Drysdale Daley W 10-0 | B. Matić P 0-10     | NQ                  | NQ                  | NQ                  | NQ                  | NQ       | [ 23 ] [ 24 ]                      |
| do 78 kg      | Patrícia Sampaio | N/A                 | K. León W 10-0           | A-M. Wagner P 0-10  | NQ                  | NQ                  | NQ                  | NQ                  | NQ       | [ 25 ] [ 26 ]                      |
| powyżej 78 kg | Rochele Nunes    | N/A                 | M. Mojica W 1-0          | I. Ortíz P 0-1      | NQ                  | NQ                  | NQ                  | NQ                  | NQ       | [ 27 ] [ 28 ]                      |

### Kajakarstwo

#### Kajakarstwo górskie
Mężczyźni
| Konkurencja | Zawodnik       | Eliminacje | Eliminacje | Eliminacje | Eliminacje | Eliminacje | Eliminacje | Półfinał | Półfinał | Finał | Finał   | Źródło |
| Konkurencja | Zawodnik       | Zjazd 1    | Miejsce    | Zjazd 2    | Miejsce    | Najlepszy  | Miejsce    | Czas     | Miejsce  | Czas  | Miejsce | Źródło |
| ----------- | -------------- | ---------- | ---------- | ---------- | ---------- | ---------- | ---------- | -------- | -------- | ----- | ------- | ------ |
| slalom K-1  | Antoine Launay | 1:35,68    | 10.        | 1:33,50    | 11.        | 1:33,50    | 12.        | 1:38,88  | 11.      | NQ    | NQ      | [ 29 ] |

#### Kajakarstwo klasyczne
Mężczyźni
| Konkurencja | Zawodnik                                                 | Eliminacje | Eliminacje | Ćwierćfinał | Ćwierćfinał | Półfinał | Półfinał | Finał    | Finał   | Źródło |
| Konkurencja | Zawodnik                                                 | Czas       | Miejsce    | Czas        | Miejsce     | Czas     | Miejsce  | Czas     | Miejsce | Źródło |
| ----------- | -------------------------------------------------------- | ---------- | ---------- | ----------- | ----------- | -------- | -------- | -------- | ------- | ------ |
| K-1 1000 m  | Fernando Pimenta                                         | 3:40,323   | 1.         | N/A         | N/A         | 3:22,942 | 1.       | 3:22,478 | brąz    | [ 30 ] |
| K-4 500 m   | Emanuel Silva João Ribeiro Messias Baptista David Varela | 1:25,515   | 5.         | 1:24,325    | 4.          | 1:25,268 | 4.       | 1:25,324 | 8.      | [ 30 ] |

Kobiety
| Konkurencja | Zawodniczka       | Eliminacje | Eliminacje | Ćwierćfinał | Ćwierćfinał | Półfinał | Półfinał | Finał    | Finał   | Źródło |
| Konkurencja | Zawodniczka       | Czas       | Miejsce    | Czas        | Miejsce     | Czas     | Miejsce  | Czas     | Miejsce | Źródło |
| ----------- | ----------------- | ---------- | ---------- | ----------- | ----------- | -------- | -------- | -------- | ------- | ------ |
| K-1 200 m   | Teresa Portela    | 0:42,050   | 2.         | N/A         | N/A         | 0:39,301 | 6. FB    | 0:39,562 | 1.      | [ 30 ] |
| K-1 200 m   | Joana Vasconcelos | 0:43,059   | 5.         | 0:43,379    | 4.          | NQ       | NQ       | NQ       | NQ      | [ 30 ] |
| K-1 500 m   | Teresa Portela    | 1:48,727   | 2.         | N/A         | N/A         | 1:52,557 | 2. FA    | 1:55,814 | 7.      | [ 30 ] |
| K-1 500 m   | Joana Vasconcelos | 1:57,513   | 5.         | 1:56,622    | 6.          | NQ       | NQ       | NQ       | NQ      | [ 30 ] |

### Kolarstwo

#### Kolarstwo górskie
| Konkurencja          | Zawodniczka    | Czas    | Miejsce | Źródło |
| -------------------- | -------------- | ------- | ------- | ------ |
| cross-country kobiet | Raquel Queirós | 1:27:46 | 27.     | [ 31 ] |

#### Kolarstwo szosowe
| Konkurencja                | Zawodnik        | Czas    | Miejsce | Źródło |
| -------------------------- | --------------- | ------- | ------- | ------ |
| jazda indywidualna na czas | João Almeida    | 0:58:34 | 16.     | [ 32 ] |
| jazda indywidualna na czas | Nelson Oliveira | 0:58:59 | 21.     | [ 32 ] |
| wyścig ze startu wspólnego | João Almeida    | 6:09:04 | 13.     | [ 33 ] |
| wyścig ze startu wspólnego | Nelson Oliveira | 6:15:38 | 41.     | [ 33 ] |

#### Kolarstwo torowe
Kobiety
| Konkurencja | Zawodniczka   | Scratch | Scratch | Wyścig na tempo | Wyścig na tempo | Wyścig eliminacyjny | Wyścig eliminacyjny | Wyścig punktowy (sprint) | Wyścig punktowy (sprint) | Wynik końcowy | Miejsce | Źródło |
| Konkurencja | Zawodniczka   | Punkty  | Pozycja | Punkty          | Pozycja         | Punkty              | Pozycja             | Punkty                   | Pozycja                  | Wynik końcowy | Miejsce | Źródło |
| ----------- | ------------- | ------- | ------- | --------------- | --------------- | ------------------- | ------------------- | ------------------------ | ------------------------ | ------------- | ------- | ------ |
| omnium      | María Martins | 30      | 6.      | 26              | 8.              | 32                  | 5.                  | 7                        | 5.                       | 95            | 7.      | [ 34 ] |

### Lekkoatletyka
Mężczyźni
| Konkurencja    | Zawodnik             | Eliminacje | Eliminacje | Ćwierćfinał | Ćwierćfinał | Półfinał | Półfinał | Finał   | Finał   | Źródło |
| Konkurencja    | Zawodnik             | Wynik      | Miejsce    | Wynik       | Miejsce     | Wynik    | Miejsce  | Wynik   | Miejsce | Źródło |
| -------------- | -------------------- | ---------- | ---------- | ----------- | ----------- | -------- | -------- | ------- | ------- | ------ |
| bieg na 100 m  | Carlos Nascimento    | 10,37      | 7.         | N/A         | N/A         | NQ       | NQ       | NQ      | NQ      | [ 35 ] |
| bieg na 400 m  | Ricardo dos Santos   | 46,83      | 7.         | N/A         | N/A         | NQ       | NQ       | NQ      | NQ      | [ 36 ] |
| trójskok       | Nelson Évora         | 15,39      | 13.        | N/A         | N/A         | N/A      | N/A      | NQ      | NQ      | [ 37 ] |
| trójskok       | Tiago Pereira        | 16,71      | 9.         | N/A         | N/A         | N/A      | N/A      | NQ      | NQ      | [ 37 ] |
| trójskok       | Pedro Pablo Pichardo | 17,71      | 1.         | N/A         | N/A         | N/A      | N/A      | 17,98   | złoto   | [ 37 ] |
| pchnięcie kulą | Francisco Belo       | 20,58      | 7.         | N/A         | N/A         | N/A      | N/A      | NQ      | NQ      | [ 38 ] |
| chód na 50 km  | João Vieira          | N/A        | N/A        | N/A         | N/A         | N/A      | N/A      | 3:51:28 | 5.      | [ 39 ] |

Kobiety
| Konkurencja    | Zawodniczka        | Eliminacje | Eliminacje | Ćwierćfinał | Ćwierćfinał | Półfinał | Półfinał | Finał   | Finał   | Źródło |
| Konkurencja    | Zawodniczka        | Wynik      | Miejsce    | Wynik       | Miejsce     | Wynik    | Miejsce  | Wynik   | Miejsce | Źródło |
| -------------- | ------------------ | ---------- | ---------- | ----------- | ----------- | -------- | -------- | ------- | ------- | ------ |
| bieg na 100 m  | Lorène Bazolo      | 11,31      | 4.         | N/A         | N/A         | NQ       | NQ       | NQ      | NQ      | [ 40 ] |
| bieg na 200 m  | Lorène Bazolo      | 23,21      | 2.         | N/A         | N/A         | 23,20    | 7.       | NQ      | NQ      | [ 41 ] |
| bieg na 400 m  | Cátia Azevedo      | 51,26      | 3.         | N/A         | N/A         | 51,32    | 7.       | NQ      | NQ      | [ 42 ] |
| bieg na 1500 m | Salomé Afonso      | 4:10,80    | 13.        | N/A         | N/A         | NQ       | NQ       | NQ      | NQ      | [ 43 ] |
| bieg na 1500 m | Marta Pen          | 4:07,33    | 10.        | N/A         | N/A         | 4:04,15  | 10.      | NQ      | NQ      | [ 43 ] |
| maraton        | Sara Moreira       | N/A        | N/A        | N/A         | N/A         | N/A      | N/A      | DNF     | DNF     | [ 44 ] |
| maraton        | Catarina Ribeiro   | N/A        | N/A        | N/A         | N/A         | N/A      | N/A      | 2:55:01 | 70.     | [ 44 ] |
| maraton        | Carla Salomé Rocha | N/A        | N/A        | N/A         | N/A         | N/A      | N/A      | 2:34:52 | 30.     | [ 44 ] |
| trójskok       | Patrícia Mamona    | 14,54      | 2.         | N/A         | N/A         | N/A      | N/A      | 15,01   | srebro  | [ 45 ] |
| trójskok       | Evelise Veiga      | 13,93      | 8.         | N/A         | N/A         | N/A      | N/A      | NQ      | NQ      | [ 45 ] |
| pchnięcie kulą | Auriol Dongmo      | 18,80      | 4.         | N/A         | N/A         | N/A      | N/A      | 19,57   | 4.      | [ 46 ] |
| rzut dyskiem   | Liliana Cá         | 62,85      | 6.         | N/A         | N/A         | N/A      | N/A      | 63,93   | 5.      | [ 47 ] |
| rzut dyskiem   | Irina Rodrigues    | 57,03      | 11.        | N/A         | N/A         | N/A      | N/A      | NQ      | NQ      | [ 47 ] |
| chód na 20 km  | Ana Cabecinha      | N/A        | N/A        | N/A         | N/A         | N/A      | N/A      | 1:34:08 | 20.     | [ 48 ] |

### Piłka ręczna

#### Turniej mężczyzn
- Reprezentacja mężczyzn

Trener: Paulo Pereira
| - António Areia - Alexis Borges - Diogo Branquinho - Gustavo Capdeville - Gilberto Duarte - João Ferraz - Luís Frade - André Gomes |  | - Humberto Gomes - Victor Iturriza - Fábio Magalhaes - Miguel Martins - Pedro Portela - Daymaro Salina - Rui Silva |

Źródło: 
Grupa B
| Lp. | Drużyna    | M | Mecze | Mecze | Mecze | Bramki | Bramki | Bramki | Pkt |
| Lp. | Drużyna    | M | W     | R     | P     | +      | −      | +/−    | Pkt |
| --- | ---------- | - | ----- | ----- | ----- | ------ | ------ | ------ | --- |
| 1.  | Dania      | 5 | 4     | 0     | 1     | 174    | 139    | +35    | 8   |
| 2.  | Egipt      | 5 | 4     | 0     | 1     | 154    | 134    | +20    | 8   |
| 3.  | Szwecja    | 5 | 4     | 0     | 1     | 144    | 142    | +2     | 8   |
| 4.  | Bahrajn    | 5 | 1     | 0     | 4     | 129    | 149    | −20    | 2   |
| 5.  | Portugalia | 5 | 1     | 0     | 4     | 143    | 156    | −13    | 2   |
| 6.  | Japonia    | 5 | 1     | 0     | 4     | 146    | 170    | −24    | 2   |

Źródło: 
Wyniki
Faza grupowa
| 24 lipca 202119:30 | Portugalia    | 31:37(15:15) | Egipt           | Stadion Narodowy Yoyogi, Tokio Widzów: 0 Sędzia: Sławe Nikołow Ǵorǵi Naczewski |
| 24 lipca 202119:30 | Joao Ferraz 6 | 31:37(15:15) | 7 Ahmed Mohamed | Stadion Narodowy Yoyogi, Tokio Widzów: 0 Sędzia: Sławe Nikołow Ǵorǵi Naczewski |
| 24 lipca 202119:30 | 5× · 2×       | 31:37(15:15) | 2× · 1×         | Stadion Narodowy Yoyogi, Tokio Widzów: 0 Sędzia: Sławe Nikołow Ǵorǵi Naczewski |

| 26 lipca 202119:30 | Bahrajn         | 25:26(15:14) | Portugalia      | Stadion Narodowy Yoyogi, Tokio Widzów: 0 Sędzia: Robert Schulze Tobias Tonnies |
| 26 lipca 202119:30 | Mohamed Habib 8 | 25:26(15:14) | 6 Pedro Portela | Stadion Narodowy Yoyogi, Tokio Widzów: 0 Sędzia: Robert Schulze Tobias Tonnies |
| 26 lipca 202119:30 | 4× · 1×         | 25:26(15:14) | 5× · 1×         | Stadion Narodowy Yoyogi, Tokio Widzów: 0 Sędzia: Robert Schulze Tobias Tonnies |

| 28 lipca 202111:00 | Szwecja         | 29:28(14:14) | Portugalia                                         | Stadion Narodowy Yoyogi, Tokio Widzów: 0 Sędzia: Oscar Raluy Lopez Angel Sabroso Ramirez |
| 28 lipca 202111:00 | Niclas Ekberg 4 | 29:28(14:14) | 4 Miguel Martins · 4 Alexis Borges · 4 André Gomes | Stadion Narodowy Yoyogi, Tokio Widzów: 0 Sędzia: Oscar Raluy Lopez Angel Sabroso Ramirez |
| 28 lipca 202111:00 | 2× · 1×         | 29:28(14:14) | 6× · 1×                                            | Stadion Narodowy Yoyogi, Tokio Widzów: 0 Sędzia: Oscar Raluy Lopez Angel Sabroso Ramirez |

| 30 lipca 202119:30 | Portugalia         | 28:34(19:20) | Dania           | Stadion Narodowy Yoyogi, Tokio Widzów: 0 Sędzia: Ǵorǵi Naczewski Sławe Nikołow |
| 30 lipca 202119:30 | Diogo Branquinho 4 | 28:34(19:20) | 9 Mikkel Hansen | Stadion Narodowy Yoyogi, Tokio Widzów: 0 Sędzia: Ǵorǵi Naczewski Sławe Nikołow |
| 30 lipca 202119:30 | 4× · 1×            | 28:34(19:20) | 3×              | Stadion Narodowy Yoyogi, Tokio Widzów: 0 Sędzia: Ǵorǵi Naczewski Sławe Nikołow |

| 1 sierpnia 20219:00 | Portugalia                                                    | 30:31(14:16) | Japonia            | Stadion Narodowy Yoyogi, Tokio Widzów: 0 Sędzia: Arthur Brunner Morad Salah |
| 1 sierpnia 20219:00 | João Ferraz 4 · Rui Silva 4 · António Areia 4 · André Gomes 4 | 30:31(14:16) | 6 Rennosuke Tokuda | Stadion Narodowy Yoyogi, Tokio Widzów: 0 Sędzia: Arthur Brunner Morad Salah |
| 1 sierpnia 20219:00 | 4× · 2×                                                       | 30:31(14:16) | 2× · 2×            | Stadion Narodowy Yoyogi, Tokio Widzów: 0 Sędzia: Arthur Brunner Morad Salah |

### Pływanie
Mężczyźni
| Konkurencja           | Zawodnik         | Eliminacje | Eliminacje | Półfinał | Półfinał | Finał | Finał   | Źródło |
| Konkurencja           | Zawodnik         | Czas       | Miejsce    | Czas     | Miejsce  | Czas  | Miejsce | Źródło |
| --------------------- | ---------------- | ---------- | ---------- | -------- | -------- | ----- | ------- | ------ |
| 800 m st. dowolnym    | José Paulo Lopes | 7:56,15    | 4.         | N/A      | N/A      | NQ    | NQ      | [ 56 ] |
| 100 m st. grzbietowym | Francisco Santos | 54,35      | 2.         | NQ       | NQ       | NQ    | NQ      | [ 57 ] |
| 200 m st. grzbietowym | Francisco Santos | 1:58,58    | 6.         | NQ       | NQ       | NQ    | NQ      | [ 58 ] |
| 200 m st. zmiennym    | Gabriel Lopes    | 1:58,56    | 7.         | NQ       | NQ       | NQ    | NQ      | [ 59 ] |
| 200 m st. zmiennym    | Alexis Santos    | 1:59,32    | 8.         | NQ       | NQ       | NQ    | NQ      | [ 60 ] |
| 400 m st. zmiennym    | José Paulo Lopes | 4:16,52    | 1.         | N/A      | N/A      | NQ    | NQ      | [ 61 ] |

Kobiety
| Konkurencja          | Zawodniczka  | Eliminacje | Eliminacje | Półfinał | Półfinał | Finał | Finał   | Źródło        |
| Konkurencja          | Zawodniczka  | Czas       | Miejsce    | Czas     | Miejsce  | Czas  | Miejsce | Źródło        |
| -------------------- | ------------ | ---------- | ---------- | -------- | -------- | ----- | ------- | ------------- |
| 800 m st. dowolnym   | Tamila Holub | 8:40,04    | 8.         | N/A      | N/A      | NQ    | NQ      | [ 62 ]        |
| 1500 m st. dowolnym  | Diana Durães | 16:29,15   | 6.         | N/A      | N/A      | NQ    | NQ      | [ 63 ]        |
| 1500 m st. dowolnym  | Tamila Holub | 16:25,16   | 5.         | N/A      | N/A      | NQ    | NQ      | [ 63 ]        |
| 200 m st. motylkowym | Ana Monteiro | 2:11,45    | 5.         | 2:09,82  | 5.       | NQ    | NQ      | [ 64 ] [ 65 ] |

### Skateboarding
| Konkurencja | Zawodnik        | Eliminacje | Eliminacje | Finał | Finał   | Źródło        |
| Konkurencja | Zawodnik        | Wynik      | Miejsce    | Wynik | Miejsce | Źródło        |
| ----------- | --------------- | ---------- | ---------- | ----- | ------- | ------------- |
| street      | Gustavo Ribeiro | 32,66      | 8.         | 15,05 | 8.      | [ 66 ] [ 67 ] |

### Strzelectwo
| Konkurencja | Zawodnik     | Kwalifikacje | Kwalifikacje | Półfinał | Półfinał | Finał  | Finał   | Źródło |
| Konkurencja | Zawodnik     | Punkty       | Miejsce      | Punkty   | Miejsce  | Punkty | Miejsce | Źródło |
| ----------- | ------------ | ------------ | ------------ | -------- | -------- | ------ | ------- | ------ |
| trap        | João Azevedo | 120          | 20.          | N/A      | N/A      | NQ     | NQ      | [ 68 ] |

### Surfing
| Konkurencja | Zawodnik         | Runda 1 | Runda 1 | Runda 2 | Runda 2 | Runda 3 | Runda 3 | Ćwierćfinał | Ćwierćfinał | Półfinał | Półfinał | Finał  | Finał   | Pozycja | Źródło |
| Konkurencja | Zawodnik         | Punkty  | Miejsce | Punkty  | Miejsce | Punkty  | Miejsce | Punkty      | Miejsce     | Punkty   | Miejsce  | Punkty | Miejsce | Pozycja | Źródło |
| ----------- | ---------------- | ------- | ------- | ------- | ------- | ------- | ------- | ----------- | ----------- | -------- | -------- | ------ | ------- | ------- | ------ |
| mężczyźni   | Frederico Morais | DNS     | DNS     | DNS     | DNS     | DNS     | DNS     | DNS         | DNS         | DNS      | DNS      | DNS    | DNS     | DNS     | [ 69 ] |
| kobiety     | Teresa Bonvalot  | 9,80    | 2.      | N/A     | N/A     | 7,50    | 2.      | NQ          | NQ          | NQ       | NQ       | NQ     | NQ      | 9.      | [ 70 ] |
| kobiety     | Yolanda Hopkins  | 9,24    | 4.      | 12,23   | 1.      | 10,84   | 1.      | 5,46        | 2.          | NQ       | NQ       | NQ     | NQ      | 5.      | [ 70 ] |

### Taekwondo
| Konkurencja | Zawodnik     | 1/16              | Ćwierćfinał      | Półfinał         | Repasaż          | Finał/BM         | Finał/BM | Źródło |
| Konkurencja | Zawodnik     | Przeciwnik Wynik  | Przeciwnik Wynik | Przeciwnik Wynik | Przeciwnik Wynik | Przeciwnik Wynik | Pozycja  | Źródło |
| ----------- | ------------ | ----------------- | ---------------- | ---------------- | ---------------- | ---------------- | -------- | ------ |
| do 58 kg    | Rui Bragança | A. Vicente P 9-24 | NQ               | NQ               | NQ               | NQ               | NQ       | [ 71 ] |

### Tenis stołowy
Mężczyźni
| Konkurencja       | Zawodnik                                    | Eliminacje       | Runda 1          | Runda 2          | Runda 3           | Runda 4                                   | Ćwierćfinały     | Półfinały        | Finał/BM         | Finał/BM | Źródło |
| Konkurencja       | Zawodnik                                    | Przeciwnik Wynik | Przeciwnik Wynik | Przeciwnik Wynik | Przeciwnik Wynik  | Przeciwnik Wynik                          | Przeciwnik Wynik | Przeciwnik Wynik | Przeciwnik Wynik | Pozycja  | Źródło |
| ----------------- | ------------------------------------------- | ---------------- | ---------------- | ---------------- | ----------------- | ----------------------------------------- | ---------------- | ---------------- | ---------------- | -------- | ------ |
| singel            | Tiago Apolónia                              | N/A              | O. Omotayo W 4-0 | S. Kamal P 2-4   | NQ                | NQ                                        | NQ               | NQ               | NQ               | NQ       | [ 72 ] |
| singel            | Marcos Freitas                              | N/A              | N/A              | N/A              | D. Habesohn W 4-3 | F. Zhendong P 1-4                         | NQ               | NQ               | NQ               | NQ       | [ 72 ] |
| turniej drużynowy | Tiago Apolónia Marcos Freitas João Monteiro | N/A              | N/A              | N/A              | N/A               | T. Boll, P. Franziska, D. Ovtcharov P 0-3 | NQ               | NQ               | NQ               | NQ       | [ 73 ] |

Kobiety
| Konkurencja | Zawodniczka | Eliminacje          | Runda 1             | Runda 2             | Runda 3             | Runda 4             | Ćwierćfinały        | Półfinały           | Finał/BM            | Finał/BM | Źródło |
| Konkurencja | Zawodniczka | Przeciwniczka Wynik | Przeciwniczka Wynik | Przeciwniczka Wynik | Przeciwniczka Wynik | Przeciwniczka Wynik | Przeciwniczka Wynik | Przeciwniczka Wynik | Przeciwniczka Wynik | Pozycja  | Źródło |
| ----------- | ----------- | ------------------- | ------------------- | ------------------- | ------------------- | ------------------- | ------------------- | ------------------- | ------------------- | -------- | ------ |
| singel      | Shao Jieni  | N/A                 | C. Kallberg W 4-3   | Yu Mengyu P 0-4     | NQ                  | NQ                  | NQ                  | NQ                  | NQ                  | NQ       | [ 74 ] |
| singel      | Fu Yu       | N/A                 | N/A                 | S. Mukherjee W 4-0  | M. Itō P 1-4        | NQ                  | NQ                  | NQ                  | NQ                  | NQ       | [ 74 ] |

### Tenis ziemny
Mężczyźni
| Konkurencja    | Zawodnik               | 1/32                            | 1/16                                  | 1/8              | Ćwierćfinał      | Półfinał         | Finał/BM         | Finał/BM | Źródło |
| Konkurencja    | Zawodnik               | Przeciwnik Wynik                | Przeciwnik Wynik                      | Przeciwnik Wynik | Przeciwnik Wynik | Przeciwnik Wynik | Przeciwnik Wynik | Pozycja  | Źródło |
| -------------- | ---------------------- | ------------------------------- | ------------------------------------- | ---------------- | ---------------- | ---------------- | ---------------- | -------- | ------ |
| gra pojedyncza | João Sousa             | T. Macháč P 7:6 (7-5), 4:6, 4:6 | NQ                                    | NQ               | NQ               | NQ               | NQ               | NQ       | [ 75 ] |
| gra pojedyncza | Pedro Sousa            | A. Davidovich Fokina P 3:6, 0:6 | NQ                                    | NQ               | NQ               | NQ               | NQ               | NQ       | [ 75 ] |
| gra podwójna   | João Sousa Pedro Sousa | N/A                             | B. McLachlan, K. Nishikori P 1:6, 4:6 | NQ               | NQ               | NQ               | NQ               | NQ       | [ 76 ] |

### Triathlon
| Konkurencja | Zawodnicy/zawodniczki | Pływanie (1,5 km) | Zmiana 1 | Jazda na rowerze (40 km) | Zmiana 2 | Bieg (10 km) | Czas    | Pozycja | Źródło |
| ----------- | --------------------- | ----------------- | -------- | ------------------------ | -------- | ------------ | ------- | ------- | ------ |
| mężczyźni   | João Pereira          | 0:17:56           | 0:00:38  | 0:56:31                  | 0:00:31  | 0:32:27      | 1:48:03 | 27.     | [ 77 ] |
| mężczyźni   | João Silva            | 0:17:55           | 0:00:41  | 0:56:30                  | 0:00:31  | 0:31:53      | 1:47:30 | 23.     | [ 77 ] |
| kobiety     | Melanie Santos        | 0:19:32           | 0:00:41  | 1:05:07                  | 0:00:33  | 0:36:13      | 2:02:06 | 22.     | [ 78 ] |

### Wioślarstwo
| Konkurencja | Zawodnik                 | Eliminacje | Eliminacje | Repasaże | Repasaże | Półfinał | Półfinał | Finał   | Finał   | Pozycja | Źródło |
| Konkurencja | Zawodnik                 | Czas       | Miejsce    | Czas     | Miejsce  | Czas     | Miejsce  | Czas    | Miejsce | Pozycja | Źródło |
| ----------- | ------------------------ | ---------- | ---------- | -------- | -------- | -------- | -------- | ------- | ------- | ------- | ------ |
| LM2x        | Afonso Costa Pedro Fraga | 6:44,09    | 3.         | 6:36,95  | 4. Fc    | NQ       | NQ       | 6:24,44 | 1.      | 13.     | [ 79 ] |

### Żeglarstwo
Mężczyźni
| Konkurencja | Zawodnik                | Wyścig | Wyścig | Wyścig | Wyścig | Wyścig | Wyścig | Wyścig | Wyścig | Wyścig | Wyścig | Wyścig | Wyścig | Wyścig | Punkty | Finałowa pozycja | Źródło |
| Konkurencja | Zawodnik                | 1      | 2      | 3      | 4      | 5      | 6      | 7      | 8      | 9      | 10     | 11     | 12     | M      | Punkty | Finałowa pozycja | Źródło |
| ----------- | ----------------------- | ------ | ------ | ------ | ------ | ------ | ------ | ------ | ------ | ------ | ------ | ------ | ------ | ------ | ------ | ---------------- | ------ |
| 470         | Diogo Costa Pedro Costa | 13     | 10     | 15     | 14     | 1      | 13     | 10     | 16     | 12     | 17     | N/A    | N/A    | NQ     | 104    | 15.              | [ 80 ] |
| 49er        | José Costa Jorge Lima   | 11     | 6      | 9      | 6      | 5      | 20     | 5      | 10     | 1      | 11     | 4      | 4      | 22     | 94     | 7.               | [ 80 ] |

Kobiety
| Konkurencja  | Zawodnik      | Wyścig | Wyścig | Wyścig | Wyścig | Wyścig | Wyścig | Wyścig | Wyścig | Wyścig | Wyścig | Wyścig | Wyścig | Wyścig | Punkty | Finałowa pozycja | Źródło |
| Konkurencja  | Zawodnik      | 1      | 2      | 3      | 4      | 5      | 6      | 7      | 8      | 9      | 10     | 11     | 12     | M      | Punkty | Finałowa pozycja | Źródło |
| ------------ | ------------- | ------ | ------ | ------ | ------ | ------ | ------ | ------ | ------ | ------ | ------ | ------ | ------ | ------ | ------ | ---------------- | ------ |
| Laser Radial | Carolina João | 32     | 34     | 28     | 30     | 36     | 13     | 26     | 31     | 21     | 14     | N/A    | N/A    | NQ     | 229    | 34.              | [ 80 ] |